# Tremblay
Tremblay foi uma comuna francesa na região administrativa da Bretanha, no departamento Ille-et-Vilaine. Estendia-se por uma área de 36,33 km². Em 2010 a comuna tinha 1 508 habitantes (densidade: 41,5 hab./km²).
Em 1 de janeiro de 2019, passou a formar parte da nova comuna de Val-Couesnon.